# Akadyr (stacja kolejowa)
Akadyr (kaz. Ақадыр, ros. Акадыр) – stacja kolejowa w miejscowości Akadyr, w rejonie Szet, w obwodzie karagandyjskim, w Kazachstanie. Położona jest na linii Astana – Szu, na trasie Nowego Jedwabnego Szlaku.